# 사이토 게이타
사이토 게이타(일본어: 齋藤 恵太, 1993년 3월 31일 ~ )는 일본의 축구 선수이다.

## 구단 경력
그는 2015년부터 J리그의 후쿠시마 유나이티드 FC, 로아소 구마모토, 미토 홀리호크, AC 나가노 파르세이루, 블라우블리츠 아키타에서 뛰었다.